# Ferma (województwo podlaskie)
Ferma – wieś w Polsce położona w województwie podlaskim, w powiecie bielskim, w gminie Brańsk.
W 1921 roku wieś liczyła 19 domów i 94 mieszkańców, w tym 75 katolików i 19 prawosławnych.
W latach 1975–1998 miejscowość administracyjnie należała do województwa białostockiego.
Wierni kościoła rzymskokatolickiego należą do parafii św. Doroty w Domanowie.